# Barges, Haute-Saône
Barges là một xã thuộc tỉnh Haute-Saône trong vùng Franche-Comté phía đông nước Pháp.